# Freesieae
Freesieae é uma tribo da subfamília Crocoideae das Iridaceae que agrupa 4 géneros e cerca de 26 espécies de plantas herbáceas bulbosas maioritariamente da África Austral.

## Géneros
Na sua presente circunscrição taxonómica, a tribo Freesieae Goldblatt & J.C.Manning agrupa 4 géneros:
- Crocosmia Planch. (sin.: Crocanthus Klotzsch ex Klatt nom. nud., Curtonus N.E.Br.) — com cerca de 8 espécies, nativas dos trópicos da África e do sul da África e de Madagáscar.
- Devia Goldblatt & J.C.Manning — inclui apenas uma espécie:
  - Devia xeromorpha Goldblatt & J.C.Manning — esta rara espécie é um endemismo de habitats de altitude no Roggeveld Escarpment a noroeste de Sutherland, no Cabo Setentrional. Ocorre sobre terrenos rochosos ricos em argilas do Renosterveld em altitudes entre 1500 e 1700 metros.[1]
- Freesia Klatt (sin.: Anomatheca Ker Gawl., Nymanina Kuntze) — com cerca de 15 espécies, nativas das regiões tropicais do leste da África e dos sul da África.
- Xenoscapa (Goldblatt) Goldblatt & J.C.Manning — com apenas 2 espécies, uma nativa do sul da África, a outra é muito rara e ocorre apenas no Cabo Setentrional.[2]